# کاتارینا هاسپرووا
کاتارینا هاسپرووا (انگلیسی: Katarína Hasprová؛ زادهٔ ۱۰ سپتامبر ۱۹۷۲) خواننده، و بازیگر سینما اهل کشور اسلواکی است.